# Trachelospermum asiaticum
Trachelospermum asiaticum är en oleanderväxtart som först beskrevs av Sieb. och Zucc., och fick sitt nu gällande namn av Takenoshin Nakai. Trachelospermum asiaticum ingår i släktet Trachelospermum och familjen oleanderväxter. Inga underarter finns listade i Catalogue of Life.